# Лук Маклеана
Лук Макле́ана, либо лук Макле́йна, лук высо́кий, лук возвы́шенный (лат. Allium macleanii) — вид однодольных растений рода Лук (Allium) семейства Амариллисовые (Amaryllidaceae). Впервые описан британским ботаником Джоном Гилбертом Бейкером в 1883 году.

## Распространение, описание
Распространён в Кыргызстане, Таджикистане, Туркменистане, Афганистане, Пакистане и Непале. В дикой природе встречается в смешанных лесах. Описан из Кабула (Афганистан).
Клубневой геофит. Светолюбивое растение около 1 метра высотой. Луковицы яйцевидные или шаровидные, серо-чёрные, шириной 2—6 см. Листья широколинейные, шириной 1—3 см. Соцветие — зонтик шаровидной формы, 6—7 см в поперечнике, несёт большое количество цветков фиолетового цвета. Лепестки ланцетной формы; тычинки длиннее лепестков.
Число хромосом — 2n=16.

## Значение
Употребляется в пищу, особенно в салатах. Сок растения используют также как репеллент от моли; само растение, как сообщается, отпугивает насекомых и кротов.

## Синонимы
Синонимичные названия:
- Allium elatum Regel
- Allium isfairamicum B.Fedtsch. ex O.Fedtsch.
- Allium lucens Nikitina, nom. inval.